# Liste des communes de Catalogne

Communes de Catalogne en Espagne (2003).

La liste des communes de Catalogne est donnée par province.

## Liste par provinces
- Communes de la province de Barcelone
- Communes de la province de Gérone
- Communes de la province de Lleida
- Communes de la province de Tarragone

### Sources
- (ca + es + en) Statistiques de population sur le site idescat.cat
  - Densité de population pour les villes de plus de 20 000 habitants.
  - Altitude, superficie et population.
- (es) Instituto Nacional de Estadistica
  - (es) Instituto Nacional de Estadistica, « Données officielles de population résultant de la révision du recensement communal : de 1996 à 2014 », sur www.ine.es (consulté le 17 novembre 2015)
  - Instituto Nacional de Estadistica, « Données officielles de population résultant de la révision du recensement municipal au 1er janvier 2013 », sur www.ine.es, 1er janvier 2013 (consulté le 10 avril 2014)